# دیگو واسکز
دیگو واسکز (انگلیسی: Diego Vásquez؛ زادهٔ ۳ ژوئیهٔ ۱۹۷۱) بازیکن فوتبال اهل آرژانتین است.
از باشگاه‌هایی که در آن بازی کرده‌است می‌توان به باشگاه فوتبال ریور پلاته اشاره کرد.